# Melrose (Regno Unito)
Melrose (in gaelico scozzese Am Maol Ros) è un piccolo paese scozzese di 1 671 abitanti. È famoso per ospitare, nelle vicinanze, l'antica abbazia di Melrose e il forte romano di Trimontium (Scozia). Noto per essere il 
luogo in cui è nato il rugby a 7, è sede della squadra del Melrose Rugby Football Club e del torneo Melrose Sevens.